# Àlvar II del Congo
Álvaro II Nimi a Nkanga va ser manikongo (Mwene Kongo), o rei del regne del Congo, de 1587 a 1614. Va ser un dels reis més poderosos i importants del Congo, que va succeir al seu pare Àlvar I, però no va arribar a resoldre una disputa amb el seu germà. Ambdues parts van portar exèrcits a São Salvador però per evitar el vessament de sang, van acordar un combat individual, guanyat per Àlvar.
Àlvar es va enfrontar a seriosos problemes amb altres nobles, a més del seu germà, i en 1590-91 va ser sacsejat per una guerra civil greu, encara que poc documentada. Per restablir la seva autoritat, Àlvar va haver d'acceptar la independència virtual de Miquel, el comte de Soyo. Per reconèixer aquells nobles que li havien estat fidels durant aquesta lluita, Àlvar va començar a concedir hàbits de l'Orde de Crist als seus seguidors. Encara que la corona de Portugal es va queixar al Papa sobre això, afirmant que el rei de Portugal, com a Gran Mestre de l'Ordre era l'únic que podia concedir aquests hàbits, de fet, els reis de Congo establirien aquest orde (vegeu Orde de Crist de l'Imperi del Congo) i van seguir nomenant cavallers als seus seguidors fins al segle xix.
Durant el regnat d'Àlvar, la capital São Salvador va ser reconeguda com a capital de la diòcesi del llavors Congo portuguès i Angola i s'hi va nomenar el primer bisbe en 1596. No obstant això, perquè els reis de Portugal van reclamar el dret de Padroado (patronatge), van triar el seu propi bisbe. Van continuar les lluites constants entre el rei i el bisbe.
Les relacions del Congo amb l'Angola portuguesa es van agreujar durant el regnat d'Àlvar, i es va queixar amargament del comportament dels governadors amb la rei d'Espanya (que també governava Portugal durant el període de la Unió Ibèrica).
En 1604-1608 Àlvar II va enviar un ambaixador al Papa Pau V en la persona d'Emanuele Ne Vunda, qui va morir el 1608 a Roma i fou enterrat a la Basílica de Santa Maria Major. Va morir el 9 d'agost de 1614 i fou succeït pel seu mig germà Bernat II del Congo. Fou pare d'Àlvar III del Congo i de Suzana de Nóbrega.